# Friedrich von Ziegenhain
Friedrich von Ziegenhain (* um 1155; † 1229) war der dritte Sohn des Ludowinger Landgrafen Ludwig II. von Thüringen und der Judith von Schwaben (Jutta von Hohenstaufen), Tochter von Herzog Friedrich II. von Schwaben. Er war somit über seine Mutter ein Neffe des Kaisers Friedrich Barbarossa.

## Leben
Friedrich war, als drittgeborener Sohn, zunächst für eine kirchliche Laufbahn vorgesehen und wurde entsprechend ausgebildet. Von 1171 bis etwa Juli 1178 war er Propst zu St. Stephan in Mainz. Er ließ sich dann jedoch von seinen kirchlichen Gelübden entbinden und war danach in lange Streitigkeiten um sein Erbe verwickelt.
Im Jahre 1185 heiratete er Luitgard (Lukardis) von Ziegenhain, Erbtochter des Grafen Gozmar III. von Ziegenhain, der im Juli 1184 beim Erfurter Latrinensturz ums Leben gekommen war, und kam dadurch in den Besitz von Wildungen. 1186 wurde er als Gozmars Nachfolger als Graf von Wildungen, nomineller Graf von Ziegenhain und Wegebach, Vogt zu Staufenberg und Reichenbach förmlich bestätigt. Somit kam mit der Herrschaft Wildungen wichtiger Ziegenhainer Allodbesitz in Nordhessen in die Hand der Ludowinger, die 1137 bereits die Gisonen beerbt hatten. Im September 1229 erbte Friedrich auch das wichtige und einträgliche Amt des Domvogts von Fulda, welches bis dahin erblich in der Hand der Reichenbacher gewesen war. Kurz darauf starb jedoch bereits.
Friedrich erbaute im Jahre 1200 die Burg Friedrichstein in Alt-Wildungen.
Seiner Ehe mit Luitgard (* um 1160, † nach 1207) entstammten ein Sohn und zwei Töchter:
- Ludwig, Graf von Wildungen, noch 1242 beurkundet.[1]
- Sophia, Gräfin von Wildungen († nach 2. April 1247), die Burkhard IV. Kurzhand von Querfurt, den Burggrafen von Magdeburg, heiratete; dieser verkaufte ohne Einwilligung seiner Gemahlin, der rechtmäßigen Eigentümerin, Wildungen und Burg und Amt Keseberg an Landgraf Ludwig IV. von Thüringen. Damit endete die kurzlebige Grafschaft Wildungen.
- Judith († 6. Oktober 1220), die den Grafen Friedrich II. von Brehna und Wettin ehelichte.